# Naucoria zonata
Naucoria zonata är en svampart som tillhör divisionen basidiesvampar, och som beskrevs av E. Ludwig och Reil. Naucoria zonata ingår i släktet skrälingar, och familjen buktryfflar. Arten är reproducerande i Sverige.